# Mont des Arts
Il Mont des Arts (letteralmente 'Monte delle arti', in nederlandese: De Kunstberg) è un complesso urbanistico creato a Bruxelles, fra il quartiere reale e il centro storico, fra il 1954 e il 1965. Comprende la Biblioteca reale del Belgio, l'Archivio di Stato, il Palazzo dei Congressi e un giardino creato dall'architetto paesaggista René Pechère.